# Liste der Baudenkmale in Kluis
In der Liste der Baudenkmale in Kluis sind alle Baudenkmale der Gemeinde Kluis (Landkreis Vorpommern-Rügen) und ihrer Ortsteile aufgelistet. Grundlage ist die Veröffentlichung der Denkmalliste des Landkreises Vorpommern-Rügen, Auszug aus der Kreisdenkmalliste vom August 2015.

## Kluis
| ID  | Lage                  | Bezeichnung                | Beschreibung | Bild |
| --- | --------------------- | -------------------------- | ------------ | ---- |
| 385 | Dorfstraße 1 (Karte)  | Wohnhaus                   |              |      |
| 387 | Dorfstraße 11 (Karte) | Wohnhaus                   |              |      |
| 386 | Dorfstraße 3 (Karte)  | Wohnhaus                   |              |      |
| 473 | Pansevitz 1 (Karte)   | Kavaliershaus (Gutsanlage) |              |      |

## Pansevitz
| ID  | Lage                | Bezeichnung                                                | Beschreibung | Bild           |
| --- | ------------------- | ---------------------------------------------------------- | ------------ | -------------- |
| 473 | (Karte)             | Gutsanlage mit Ruine des Gutshauses, Kavalierhaus und Park |              |                |
| 473 | Pansevitz (Karte)   | Parkanlage (Friedwald)                                     |              |                |
| 473 | Pansevitz 1 (Karte) | Ruine des Gutshauses (Gutsanlage)                          |              | Weitere Bilder |

## Silenz
| ID  | Lage              | Bezeichnung                                                                                       | Beschreibung | Bild                                                                                              |
| --- | ----------------- | ------------------------------------------------------------------------------------------------- | ------------ | ------------------------------------------------------------------------------------------------- |
| 736 | (Karte)           | Gutsanlage mit Park, Freiflächen, Verwalterhaus, Stall (und zwei Stallgebäude als Sachgesamtheit) |              | Gutsanlage mit Park, Freiflächen, Verwalterhaus, Stall (und zwei Stallgebäude als Sachgesamtheit) |
| 736 | Silenz (Karte)    | Park, Freiflächen (und zwei Stallgebäude als Sachgesamtheit)                                      |              |                                                                                                   |
| 736 | Silenz 10 (Karte) | Gutshaus                                                                                          |              |                                                                                                   |
| 736 | Silenz 11 (Karte) | Verwalterhaus                                                                                     |              |                                                                                                   |
| 736 | Silenz 13 (Karte) | Stall (Gutsanlage)                                                                                |              |                                                                                                   |

## Quelle
- Denkmalliste Landkreis Rügen